# 内田紳一郎
内田 紳一郎（うちだ しんいちろう、1960年1月20日 - ）は、日本の男性俳優、声優。東京都出身。エンパシィ所属。

## 来歴
1982年にオンシアター自由劇場に入団し、1996年の解散まで在籍していた。

## 人物
得意楽器はトランペット、ギター。バンド「白ばらボーイズ」のメンバーでもある。

## 出演

### 映画
- アリス（質屋の主人）
- 上海バンスキング
- 快盗ルビイ
- 群上一揆
- 草の乱
- 美しき天然
- 喜劇　荷風はこんな男じゃない

### テレビドラマ
- 時代劇ロマン 藤沢周平の人情しぐれ町
- 黒いハンカチーフ（菊壱組組長牛島）
- 少年タイヤ
- スクラップ・ティーチャー〜教師再生〜
- 相棒（2014年） - 田村順
- 刑事バレリーノ（2016年） - 片桐大二郎
- アンナチュラル（2018年）
- ミス・ジコチョー〜天才・天ノ教授の調査ファイル〜（2019年） - 武田和彦
- 隕石家族（2020年） - 男性
- 月曜プレミア8 さすらい署長 風間昭平 15（2022年1月24日、テレビ東京）
- 金田一少年の事件簿 第4話（2022年5月22日、日本テレビ） - 久米刑事 役
- 転職の魔王様 第3話（2023年7月31日、関西テレビ・フジテレビ） - カフェの店主 役

### テレビアニメ
- ドキドキ♡伝説 魔法陣グルグル（2000年、サタナチア）
- 将国のアルタイル（2017年、副提督）
- メルヘン・メドヘン（2018年、土御門家の長老）
- GO!GO!アトム（2020年）
- ゾンビランドサガ リベンジ（2021年、上司）

### 劇場アニメ
- 夜は短し歩けよ乙女（2017年、給仕）
- ペンギン・ハイウェイ（2018年、警察上官）
- 機動戦士ガンダム 閃光のハサウェイ（2021年、中年の男）

### Webアニメ
- DEVILMAN crybaby（2018年、デーモンC、陸上部監督）
- TIGER & BUNNY 2（2022年、ドクター）
- LUPIN ZERO（2023年、首相）

### 吹き替え

#### 映画（吹き替え）
2016年
- エージェント・ウルトラ（クルーガー〈ビル・プルマン〉）
- 技術者たち（オ院長）
- キングのメッセージ（ジョージ）
- グローリー/明日への行進（ラルフ・アバナシー〈コールマン・ドミンゴ〉）
- PANDEMIC パンデミック（グリアー）

2017年
- スパイダーマン:ホームカミング（2017年、デルマー〈ヘムキー・マデーラ〉）

2018年
- アウトロー・キング スコットランドの英雄 ※Netflix版
- アポストル 復讐の掟
- ヴァレリアン 千の惑星の救世主（クリス）
- 君の名前で僕を呼んで（夫）
- 運び屋（ラトン〈アンディ・ガルシア〉）※ソフト版
- シルバラード（ホバート〈ブライオン・ジェームズ〉）※Netflix版
- パパと娘のハネムーン
- ルディ・レイ・ムーア（デスモンド〈バリー・シャバカ・ヘンリー〉）
- マーダー・ミステリー

2019年
- ルーシー・イン・ザ・スカイ

2020年
- アド・アストラ（リバス〈ジョン・オーティス〉）
- ストーリー・オブ・マイライフ/わたしの若草物語（ダッシュウッド〈トレイシー・レッツ〉）
- タイラー・レイク -命の奪還-
- 野性の呼び声（2020年、ミラー判事〈ブラッドリー・ウィットフォード〉）

2021年
- 悪魔のビンゴカード
- ローズマリーの赤ちゃん ※VOD版

2022年
- 氷がすべてを隔てても
- グッド・ナース
- ダービーのゴーストカウンセリング（メル〈ウェイン・ナイト〉）
- レスキュードッグ・ルビー
- ロストガールズ

2024年
- マンハッタン殺人ミステリー（ポール・ハウス〈ジェリー・アドラー〉）※VOD版

#### ドラマ（吹き替え）
2016年
- キャリアを引く女（ファン事務長〈キム・ビョンチュン〉）

2017年
- アウトキャスト
- アメリカン・ゴシック 〜偽りの一族〜 #1, #7
- ウディ・アレンの6つの危ない物語（ルー）
- 刑事フォイル #35, #36
- ピウス13世 美しき異端児 #1, #6
- ピッチ 彼女のメジャーリーグ #3（ロニー）

2019年
- マインドハンター シーズン2 #1,3（ロッド）

2021年
- 埋もれる殺意 〜39年目の真実〜（ロバート・グリーヴス〈バーナード・ヒル〉）
- アフターパティー
- キミと僕の警察学校
- グリッチ シーズン2 #5（退役軍人1、退役軍人4、アボリジニの男）
- サンドマン
- Your Honor/追い詰められた判事
- 真夜中のミサ
- フレイザー家の秘密

2023年
- グッド・オーメンズ シーズン2

2024年
- グッド・ワイフ シーズン7 #1（バーニー・ブコビッツ）
- アメリカン・クライム・ストーリー/弾劾裁判（バーナード・ナスバウム〈ケヴィン・ポラック〉）
- リプリー（フロント男1）
- ビリオネア・アイランド（ペール）
- モンスターズ: メネンデス兄弟の物語（ドミニク・ダン〈ネイサン・レイン〉）

#### アニメ
- あの夏のルカ
- クロース

### CM
- セイロガン
- 中部電力
- パイロット
- ヨード卵光

### 舞台
- 漂流劇 ひょっこりひょうたん島（2015年、Bunkamura シアターコクーン ほか） - ダンプ 役
- 鉄鼠の檻（2024年、紀伊國屋サザンシアター TAKASHIMAYA ほか） - 円覚丹 役[11][12]
- おどる夫婦（2025年、THEATER MILANO-Za ほか）[13]